# Chelsea Football Club 1995-1996
Questa voce raccoglie le informazioni riguardanti il Chelsea Football Club nelle competizioni ufficiali della stagione 1995-1996.

## Stagione
L'FA Premier League si apre per il Chelsea con la prima giornata il 19 agosto in casa contro l'Everton con un pareggio a reti inviolate, e si chiude il 5 maggio contro il Blackburn Rovers con la sconfitta casalinga per 2-3. Dopo un inizio di campionato incerto che fa scivolare la squadra al 16º posto, il Chelsea si riprende e permane per tutta la stagione nel canale tra l'8º e il 12º posto, terminando 11º a fine stagione con 50 punti.
Nonostante la buona prestazione della difesa in trasferta, risultando 5ª con 22 gol subiti, la squadra soffre particolarmente in casa, avendo la 14ª miglior difesa incassando 22 gol, con una media di 1,16 a partita.

## Divise e sponsor
Lo sponsor tecnico per la stagione 1995-1996 è Umbro, mentre lo sponsor ufficiale è Coors, entrambi mantenuti rispetto alla precedente stagione.
| Casa | Trasferta |

## Organigramma societario
Area direttiva
- Presidente: Ken Bates[4]

Area sanitaria
- Massaggiatore: John Kelly[4]

Area tecnica
- Allenatore: Glenn Hoddle[4]
- Preparatore atletico: Ade Mafe[4]
- Allenatore dei portieri: Eddie Niedzwiecki[4]
- Osservatori: Bjarne Hansen e Jan Říčka[4]
- Analisti: Steven Walsh e Steve Houston[4]

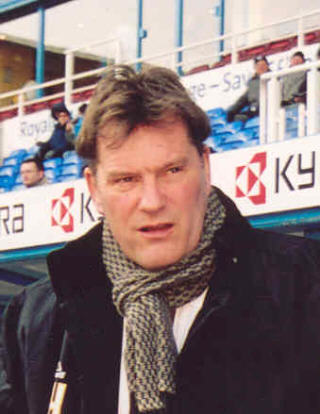
Glenn Hoddle allenatore del Chelsea per l'ultimo anno.

## Rosa
La rosa e la numerazione sono aggiornate al 5 maggio 1996.
| N. |                        | Ruolo | Calciatore      |
| -- | ---------------------- | ----- | --------------- |
| 1  | Russia (bandiera)      | P     | Dmitri Kharine  |
| 2  | Scozia (bandiera)      | D     | Steve Clarke    |
| 3  | Inghilterra (bandiera) | D     | Scott Minto     |
| 4  | Paesi Bassi (bandiera) | C     | Ruud Gullit     |
| 5  | Norvegia (bandiera)    | D     | Erland Johnsen  |
| 6  | Giamaica (bandiera)    | D     | Frank Sinclair  |
| 7  | Scozia (bandiera)      | A     | John Spencer    |
| 8  | Galles (bandiera)      | A     | Mark Hughes     |
| 9  | Sudafrica (bandiera)   | A     | Mark Stein      |
| 10 | Inghilterra (bandiera) | A     | Gavin Peacock   |
| 11 | Inghilterra (bandiera) | C     | Dennis Wise     |
| 12 | Scozia (bandiera)      | C     | Craig Burley    |
| 13 | Inghilterra (bandiera) | P     | Kevin Hitchcock |
| 14 | Inghilterra (bandiera) | A     | Paul Furlong    |
| 15 | Inghilterra (bandiera) | D     | Andy Myers      |

| N. |                        | Ruolo | Calciatore       |
| -- | ---------------------- | ----- | ---------------- |
| 16 | Inghilterra (bandiera) | C     | David Rocastle   |
| 17 | Inghilterra (bandiera) | C     | Nigel Spackman   |
| 18 | Inghilterra (bandiera) | C     | Eddie Newton     |
| 19 | Danimarca (bandiera)   | D     | Jakob Kjeldbjerg |
| 20 | Inghilterra (bandiera) | D     | David Lee        |
| 21 | Inghilterra (bandiera) | D     | Anthony Barness  |
| 22 | Turchia (bandiera)     | C     | Muzzy İzzet      |
| 23 | Inghilterra (bandiera) | C     | Jody Morris      |
| 24 | Romania (bandiera)     | D     | Dan Petrescu     |
| 24 | Inghilterra (bandiera) | D     | Gareth Hall      |
| 25 | Irlanda (bandiera)     | D     | Terry Phelan     |
| 26 | Inghilterra (bandiera) | D     | Michael Duberry  |
| 27 | Scozia (bandiera)      | D     | Andy Dow         |
| 30 | Irlanda (bandiera)     | P     | Nick Colgan      |

## Risultati

### FA Premier League
| Londra 19 agosto 1995, ore 15:00 BST 1ª giornata | Chelsea           | 0 – 0 referto | Everton | Stamford Bridge (30.189 spett.)\| Arbitro: \| Reed[7] (Birmingham) \| |
| Arbitro:                                         | Reed (Birmingham) |               |         |                                                                       |

| Nottingham 23 agosto 1995, ore 19:45 BST 2ª giornata | Nottingham Forest         | 0 – 0 referto | Chelsea | City Ground (27.007 spett.)\| Arbitro: \| Winter[8] (Stockton-on-Tees) \| |
| Arbitro:                                             | Winter (Stockton-on-Tees) |               |         |                                                                           |

| Arbitro: | Lodge (Barnsley) |

|                          |           |  |
| Hignett 39’ Fjørtoft 74’ | Marcatori |  |

| Arbitro: | Willard (Worthing) |

|                           |           |                       |
| Wise 6’ (rig.) Hughes 10’ | Marcatori | 45’ Isaías 54’ Ndlovu |

| Arbitro: | Hart (Darlington) |

|               |           |                           |
| Hutchison 73’ | Marcatori | 32’ Wise 35’, 89’ Spencer |

| Arbitro: | Alcock (Halstead) |

|                                    |           |  |
| Sinclair 74’ Gullit 89’ Hughes 90’ | Marcatori |  |

| Arbitro: | Jones (Loughborough) |

|                    |           |  |
| Ferdinand 41’, 57’ | Marcatori |  |

| Arbitro: | Bodenham (Looe) |

|            |           |  |
| Hughes 52’ | Marcatori |  |

| Arbitro: | Dunn (Bristol) |

|  |           |          |
|  | Marcatori | 72’ Wise |

| Arbitro: | Wilkie (Chester-le-Street) |

|            |           |                                      |
| Hughes 75’ | Marcatori | 3’, 9’ Scholes 78’ Giggs 85’ McClair |

| Arbitro: | Durkin (Portland) |

|                                     |           |  |
| Sherwood 39’ Shearer 49’ Newell 57’ | Marcatori |  |

| Londra 4 novembre 1995, ore 15:00 BST 12ª giornata | Chelsea            | 0 – 0 referto | Sheffield Weds | Stamford Bridge (23.216 spett.)\| Arbitro: \| Danson[18] (Leicester) \| |
| Arbitro:                                           | Danson (Leicester) |               |                |                                                                         |

| Arbitro: | Reed (Birmingham) |

|            |           |  |
| Yeboah 80’ | Marcatori |  |

| Arbitro: | Poll (Tring) |

|                             |           |                      |
| Lee 15’ Hall 59’ Newton 85’ | Marcatori | 10’ Curcic 68’ Green |

| Londra 25 novembre 1995, ore 15:00 BST 15ª giornata | Chelsea          | 0 – 0 referto | Tottenham | Stamford Bridge (31.059 spett.)\| Arbitro: \| Lodge[9] (Barnsley) \| |
| Arbitro:                                            | Lodge (Barnsley) |               |           |                                                                      |

| Arbitro: | Bodenham (Looe) |

|             |           |          |
| Beckham 61’ | Marcatori | 53’ Wise |

| Arbitro: | Dilkes (Mossley) |

|              |           |  |
| Petrescu 42’ | Marcatori |  |

| Arbitro: | Ashby (Worcester) |

|           |           |             |
| Dixon 88’ | Marcatori | 25’ Spencer |

| Arbitro: | Willard (Worthing) |

|  |           |             |
|  | Marcatori | 76’ Peacock |

| Arbitro: | Gallagher (Banbury) |

|              |           |                     |
| Petrescu 10’ | Marcatori | 34’ Earle 38’ Ekoku |

| Arbitro: | Burge (Tonypandy) |

|                 |           |                    |
| Spencer 9’, 45’ | Marcatori | 33’, 76’ McManaman |

| Arbitro: | Elleray (Harrow on the Hill) |

|           |           |                                |
| Allen 70’ | Marcatori | 77’ (aut.) Brazier 90’ Furlong |

| Arbitro: | Hart (Darlington) |

|                     |           |             |
| Unsworth 36’ (rig.) | Marcatori | 20’ Spencer |

| Arbitro: | Winter (Stockton-on-Tees) |

|             |           |  |
| Spencer 55’ | Marcatori |  |

| Arbitro: | Cooper (Pontypridd) |

|                                               |           |  |
| Peacock 29’, 38’, 55’ Spencer 31’ Furlong 52’ | Marcatori |  |

| Arbitro: | Dilkes (Mossley) |

|            |           |  |
| Whelan 43’ | Marcatori |  |

| Arbitro: | Willard (Worthing) |

|            |           |                          |
| Peacock 9’ | Marcatori | 62’ Dicks 72’ Williamson |

| Arbitro: | Ashby (Worcester) |

|                                  |           |                                 |
| Widdrington 6’ Clarke 38’ (aut.) | Marcatori | 20’, 26’ (rig.) Wise 53’ Gullit |

| Arbitro: | Jones (Loughborough) |

|                   |           |             |
| Clarke 37’ (aut.) | Marcatori | 35’ Furlong |

| Arbitro: | Durkin (Portland) |

|            |           |            |
| Gullit 23’ | Marcatori | 42’ Clough |

| Arbitro: | Dunn (Bristol) |

|                       |           |  |
| Wright 53’ Fowler 62’ | Marcatori |  |

| Arbitro: | Reed (Birmingham) |

|            |           |            |
| Spencer 8’ | Marcatori | 19’ Barker |

| Arbitro: | Poll (Tring) |

|            |           |                         |
| Spencer 6’ | Marcatori | 39’ Milošević 59’ Yorke |

| Arbitro: | Lodge (Barnsley) |

|                         |           |             |
| McGinlay 40’ Ćurčić 44’ | Marcatori | 13’ Spencer |

| Arbitro: | Gallagher (Banbury) |

|                                         |           |                |
| Hughes 19’, 35’, 48’ (rig.) Spencer 20’ | Marcatori | 66’ McAllister |

| Sheffield 17 aprile 1996, ore 19:45 BST 36ª giornata | Sheffield Weds     | 0 – 0 referto | Chelsea | Hillsborough Stadium (25.094 spett.)\| Arbitro: \| Willard[10] (Worthing) \| |
| Arbitro:                                             | Willard (Worthing) |               |         |                                                                              |

| Arbitro: | Wilkie (Chester-le-Street) |

|               |           |            |
| Armstrong 73’ | Marcatori | 35’ Hughes |

| Arbitro: | Bodenham (Looe) |

|                      |           |                                      |
| Wise 34’ Spencer 88’ | Marcatori | 36’ Sherwood 47’ McKinlay 59’ Fenton |

### FA Cup
| Arbitro: | Lodge (Barnsley) |

|            |           |               |
| Hughes 35’ | Marcatori | 90’ Ferdinand |

| Arbitro: | Lodge (Barnsley) |

|                                   |                      |                            |
| Albert 42’ Beardsley 64’ (rig.)   | Marcatori            | 62’ (rig.) Wise 89’ Gullit |
| Beardsley Watson Beresford Albert | Tiri di rigore 2 – 4 | Lee Wise Peacock Newton    |

| Arbitro: | Durkin (Portland) |

|             |           |                         |
| Quashie 67’ | Marcatori | 19’ Peacock 45’ Furlong |

| Cleethorpes 21 febbraio 1996 Quinto turno | Grimsby Town   | 0 – 0 referto | Chelsea | Blundell Park (9.648 spett.)\| Arbitro: \| Dunn (Bristol) \| |
| Arbitro:                                  | Dunn (Bristol) |               |         |                                                              |

| Arbitro: | Dunn (Bristol) |

|                                                |           |            |
| Duberry 21’ Hughes 54’ Spencer 56’ Peacock 58’ | Marcatori | 55’ Groves |

| Arbitro: | Poll (Tring) |

|                       |           |                          |
| Hughes 70’ Gullit 81’ | Marcatori | 54’ Earle 82’ Holdsworth |

| Arbitro: | Poll (Tring) |

|             |           |                                     |
| Goodman 39’ | Marcatori | 20’ Petrescu 79’ Duberry 84’ Hughes |

| Arbitro: | Lodge (Barnsley) |

|                      |           |            |
| Cole 55’ Beckham 59’ | Marcatori | 35’ Gullit |

### Football League Cup
| Stoke-on-Trent 20 settembre 1995, ore BST Secondo turno | Stoke City | 0 – 0 referto | Chelsea | Victoria Ground (15.574 spett.)\| Arbitro: \| West \| |
| Arbitro:                                                | West       |               |         |                                                       |

| Arbitro: | Cooper (Pontypridd) |

|  |           |                  |
|  | Marcatori | 75’ Peschisolido |

## Statistiche

### Statistiche di squadra
| Competizione        | Punti | In casa | In casa | In casa | In casa | In casa | In casa | In trasferta | In trasferta | In trasferta | In trasferta | In trasferta | In trasferta | Totale | Totale | Totale | Totale | Totale | Totale | DR |
| Competizione        | Punti | G       | V       | N       | P       | Gf      | Gs      | G            | V            | N            | P            | Gf           | Gs           | G      | V      | N      | P      | Gf     | Gs     | DR |
| ------------------- | ----- | ------- | ------- | ------- | ------- | ------- | ------- | ------------ | ------------ | ------------ | ------------ | ------------ | ------------ | ------ | ------ | ------ | ------ | ------ | ------ | -- |
| FA Premier League   | 50    | 19      | 7       | 7       | 5       | 30      | 22      | 19           | 5            | 7            | 7            | 16           | 22           | 38     | 12     | 14     | 12     | 46     | 44     | +2 |
| FA Cup              | -     | 3       | 1       | 2       | 0       | 7       | 4       | 5            | 2            | 2            | 1            | 8            | 6            | 8      | 3      | 4      | 1      | 15     | 10     | +5 |
| Football League Cup | -     | 1       | 0       | 0       | 1       | 0       | 1       | 1            | 0            | 1            | 0            | 0            | 0            | 2      | 0      | 1      | 1      | 0      | 1      | -1 |
| Totale              | -     | 23      | 8       | 9       | 6       | 37      | 27      | 25           | 7            | 10           | 8            | 24           | 28           | 48     | 15     | 19     | 14     | 61     | 55     | +6 |

### Statistiche dei giocatori
| Giocatore    | FA Premier League | FA Premier League | FA Premier League | FA Premier League | FA Cup   | FA Cup | FA Cup      | FA Cup     | Football League Cup | Football League Cup | Football League Cup | Football League Cup | Totale   | Totale | Totale      | Totale     |
| Giocatore    | Presenze          | Reti              | Ammonizioni       | Espulsioni        | Presenze | Reti   | Ammonizioni | Espulsioni | Presenze            | Reti                | Ammonizioni         | Espulsioni          | Presenze | Reti   | Ammonizioni | Espulsioni |
| ------------ | ----------------- | ----------------- | ----------------- | ----------------- | -------- | ------ | ----------- | ---------- | ------------------- | ------------------- | ------------------- | ------------------- | -------- | ------ | ----------- | ---------- |
| A. Barness   | 0                 | 0                 | 0                 | 0                 | 0        | 0      | 0           | 0          | 1                   | 0                   | 0                   | 0                   | 1        | 0      | 0           | 0          |
| C. Burley    | 22                | 0                 | 1                 | 0                 | 2        | 0      | 0           | 0          | 2                   | 0                   | 0                   | 0                   | 26       | 0      | 1           | 0          |
| S. Clarke    | 22                | 0                 | 3                 | 0                 | 8        | 0      | 0           | 0          | 1                   | 0                   | 0                   | 0                   | 31       | 0      | 3           | 0          |
| A. Dow       | 1                 | 0                 | 0                 | 0                 | 0        | 0      | 0           | 0          | 0                   | 0                   | 0                   | 0                   | 1        | 0      | 0           | 0          |
| M. Duberry   | 22                | 0                 | 3                 | 0                 | 8        | 2      | 1           | 0          | 0                   | 0                   | 0                   | 0                   | 30       | 2      | 4           | 0          |
| P. Furlong   | 28                | 3                 | 3                 | 0                 | 7        | 1      | 0           | 0          | 2                   | 0                   | 0                   | 0                   | 37       | 4      | 3           | 0          |
| R. Gullit    | 31                | 3                 | 2                 | 0                 | 7        | 3      | 0           | 0          | 2                   | 0                   | 0                   | 0                   | 40       | 6      | 2           | 0          |
| G. Hall      | 5                 | 1                 | 1                 | 0                 | 0        | 0      | 0           | 0          | 0                   | 0                   | 0                   | 0                   | 5        | 1      | 1           | 0          |
| K. Hitchcock | 12                | -15               | 0                 | 0                 | 7        | -9     | 0           | 0          | 0                   | 0                   | 0                   | 0                   | 19       | -24    | 0           | 0          |
| M. Hughes    | 31                | 8                 | 11                | 1                 | 6        | 4      | 0           | 0          | 2                   | 0                   | 1                   | 0                   | 39       | 12     | 12          | 1          |
| E. Johnsen   | 22                | 0                 | 6                 | 0                 | 2        | 0      | 0           | 0          | 2                   | 0                   | 1                   | 0                   | 26       | 0      | 7           | 0          |
| D. Kharine   | 26                | -29               | 1                 | 0                 | 1        | -1     | 0           | 0          | 2                   | -1                  | 0                   | 0                   | 29       | -31    | 1           | 0          |
| D. Lee       | 31                | 1                 | 3                 | 0                 | 7        | 0      | 1           | 0          | 1                   | 0                   | 0                   | 0                   | 39       | 1      | 4           | 0          |
| S. Minto     | 10                | 0                 | 1                 | 0                 | 0        | 0      | 0           | 0          | 1                   | 0                   | 0                   | 0                   | 11       | 0      | 1           | 0          |
| J. Morris    | 1                 | 0                 | 0                 | 0                 | 0        | 0      | 0           | 0          | 0                   | 0                   | 0                   | 0                   | 1        | 0      | 0           | 0          |
| A. Myers     | 20                | 0                 | 2                 | 0                 | 3        | 0      | 1           | 0          | 0                   | 0                   | 0                   | 0                   | 23       | 0      | 3           | 0          |
| E. Newton    | 24                | 1                 | 2                 | 0                 | 3        | 0      | 0           | 0          | 1                   | 0                   | 0                   | 0                   | 28       | 1      | 2           | 0          |
| G. Peacock   | 28                | 5                 | 1                 | 0                 | 7        | 2      | 0           | 0          | 1                   | 0                   | 0                   | 0                   | 36       | 7      | 1           | 0          |
| D. Petrescu  | 24                | 2                 | 4                 | 0                 | 7        | 1      | 0           | 0          | 0                   | 0                   | 0                   | 0                   | 31       | 3      | 4           | 0          |
| T. Phelan    | 12                | 0                 | 0                 | 0                 | 8        | 0      | 0           | 0          | 0                   | 0                   | 0                   | 0                   | 20       | 0      | 0           | 0          |
| D. Rocastle  | 1                 | 0                 | 0                 | 0                 | 0        | 0      | 0           | 0          | 0                   | 0                   | 0                   | 0                   | 1        | 0      | 0           | 0          |
| F. Sinclair  | 13                | 1                 | 6                 | 1                 | 0        | 0      | 0           | 0          | 2                   | 0                   | 0                   | 0                   | 15       | 1      | 6           | 1          |
| N. Spackman  | 16                | 0                 | 0                 | 1                 | 3        | 0      | 0           | 0          | 1                   | 0                   | 0                   | 0                   | 20       | 0      | 0           | 1          |
| J. Spencer   | 28                | 13                | 5                 | 0                 | 8        | 1      | 0           | 0          | 1                   | 0                   | 0                   | 0                   | 37       | 14     | 5           | 0          |
| M. Stein     | 8                 | 0                 | 1                 | 0                 | 0        | 0      | 0           | 0          | 1                   | 0                   | 0                   | 0                   | 9        | 0      | 1           | 0          |
| D. Wise      | 35                | 7                 | 9                 | 0                 | 7        | 1      | 0           | 0          | 2                   | 0                   | 0                   | 0                   | 44       | 8      | 9           | 0          |